# 1002 (číslo)
1002 je přirozené číslo, které následuje po číslu 1001 a předchází číslu 1003. Římskými číslicemi se zapisuje MII a řeckými číslicemi ͵αβ.

## Matematika
- Sfénické číslo
- Nedotknutelné číslo

## Astronomie
- (1002) Olbersia je planetka hlavního pásu, kterou objevil v roce 1923 Vladimir Albitskij

## Roky
- 1002
- 1002 př. n. l.